# Globalnie zharmonizowany system klasyfikacji i oznakowania chemikaliów
Globalnie zharmonizowany system klasyfikacji i oznakowania chemikaliów (GHS, GHS ONZ) – system klasyfikacji i oznakowania substancji i mieszanin opracowany przez ONZ w celu ujednolicenia dotychczasowych standardów używanych w różnych krajach poprzez regulację kryteriów klasyfikacji i oznakowania oraz komunikacji o zagrożeniach. Dotychczas wdrożony lub wdrażany w ponad 60 krajach, m.in. w całej Unii Europejskiej.

## Klasyfikacja
System GHS wprowadza ujednolicone kryteria klasyfikacji chemikaliów pod względem stwarzanych przez nie zagrożeń dla zdrowia człowieka i środowiska naturalnego.
| Klasy zagrożeń fizycznych - Materiały wybuchowe - Gazy łatwopalne (w tym gazy nietrwałe) - Wyroby aerozolowe (rozpylane, spieniane) - Gazy utleniające - Gazy pod ciśnieniem - Substancje ciekłe łatwopalne - Substancje stałe łatwopalne - Substancje i mieszaniny samoreaktywne - Substancje ciekłe piroforyczne - Substancje stałe piroforyczne - Substancje i mieszaniny samonagrzewające się - Substancje i mieszaniny, które w kontakcie z wodą uwalniają gazy łatwopalne - Substancje ciekłe utleniające - Substancje stałe utleniające - Nadtlenki organiczne - Substancje powodujące korozję metali | Klasy zagrożeń dla zdrowia - Toksyczność ostra - Działanie żrące na skórę - Działanie drażniące na skórę - Poważne uszkodzenie oczu - Działanie drażniące na oczy - Działanie uczulające na drogi oddechowe - Działanie uczulające na skórę - Działanie mutagenne na komórki rozrodcze - Rakotwórczość - Działanie szkodliwe na rozrodczość - Działanie toksyczne na narządy docelowe – narażenie jednorazowe - Działanie toksyczne na narządy docelowe – powtarzane narażenie - Zagrożenie spowodowane aspiracją | Klasa zagrożeń dla środowiska - Stwarzające zagrożenie dla środowiska wodnego Dodatkowa unijna klasa zagrożeń - Stwarzające zagrożenie dla warstwy ozonowej |

## Informowanie o zagrożeniach
Jednolite kryteria informowania o zagrożeniach opierają się na:
- hasłach ostrzegawczych (Niebezpieczeństwo lub Uwaga) – wyrazy wskazujące na stopień zagrożenia w celu szybkiego poinformowania czytającego o zagrożeniu,
- piktogramach wskazujących rodzaj zagrożenia,
- zwrotach wskazujących rodzaj zagrożenia (Zwroty H i EUH),
- zwrotach wskazujących środki ostrożności (Zwroty P).

## Unia Europejska
W Unii Europejskiej system GHS (nazywany czasem EU GHS) wprowadzony został poprzez Rozporządzenie CLP i zaczął obowiązywać 20 stycznia 2009. Do 1 grudnia 2010 wszystkie substancje muszą być sklasyfikowane i oznakowane zgodnie z kryteriami GHS, a do 1 czerwca 2015 także mieszaniny. Do tego czasu substancje muszą być klasyfikowane według dwóch systemów – DSD i CLP, a oznakowywane i pakowane jedynie według CLP.